# Antares (komiks)
Antares (tytuł oryginalny: Antarès) – francuska seria komiksowa z gatunku science fiction autorstwa Luiza Eduarda de Oliveiry, tworzącego pod pseudonimem "Leo". Jest to bezpośrednia kontynuacja serii komiksowych Aldebaran i Betelgeza. W oryginale ukazała się w latach 2007–2015 nakładem wydawnictwa Dargaud. Po polsku opublikowało ją wydawnictwo Egmont Polska w dwóch tomach zbiorczych.

## Tomy
| Tom | Tytuł i rok wydania polskiego | Tytuł i rok wydania oryginalnego | Uwagi                                                                                 |
| --- | ----------------------------- | -------------------------------- | ------------------------------------------------------------------------------------- |
| 1   | Epizod 1 (2014)               | Épisode 1 (2007)                 | Po polsku tomy te ukazały się w wydaniu zbiorczym pt. Antares. Część pierwsza w 2014. |
| 2   | Epizod 2 (2014)               | Épisode 2 (2009)                 | Po polsku tomy te ukazały się w wydaniu zbiorczym pt. Antares. Część pierwsza w 2014. |
| 3   | Epizod 3 (2014)               | Épisode 3 (2010)                 | Po polsku tomy te ukazały się w wydaniu zbiorczym pt. Antares. Część pierwsza w 2014. |
| 4   | Epizod 4 (2016)               | Épisode 4 (2011)                 | Po polsku tomy te ukazały się w wydaniu zbiorczym pt. Antares. Część druga w 2016.    |
| 5   | Epizod 5 (2016)               | Épisode 5 (2013)                 | Po polsku tomy te ukazały się w wydaniu zbiorczym pt. Antares. Część druga w 2016.    |
| 6   | Epizod 6 (2016)               | Épisode 6 (2015)                 | Po polsku tomy te ukazały się w wydaniu zbiorczym pt. Antares. Część druga w 2016.    |